# نهر كارويبا (كاليدونيا الجديدة)
نهر كارويبا هو نهر في كاليدونيا الجديدة. تبلغ مساحة مستجمعه المائي 23 كيلومترًا مربعًا.